# Курнос-Перший
Курнос-Перший (пол. Kurnos Pierwszy) — село в Польщі, у гміні Белхатув Белхатовського повіту Лодзинського воєводства.
Населення — 243 особи (2011).
У 1975-1998 роках село належало до Пйотрковського воєводства.

## Демографія
Демографічна структура станом на 31 березня 2011 року:
|          | Загалом | Допрацездатний вік | Працездатний вік | Постпрацездатний вік |
| -------- | ------- | ------------------ | ---------------- | -------------------- |
| Чоловіки | 121     | 30                 | 84               | 7                    |
| Жінки    | 122     | 17                 | 80               | 25                   |
| Разом    | 243     | 47                 | 164              | 32                   |